# Neue sardische Literatur
Neue sardische Literatur oder Nouvelle Vague ist ein Begriff aus dem Bereich der Literatur Sardiniens ab ungefähr den achtziger Jahren des zwanzigsten Jahrhunderts. Der Begriff bezeichnet das Werk von Autoren und teilweise auch Filmschaffenden, wie die Filme von Salvatore Mereu, Gianfranco Cabiddu, Enrico Pau, Theaterschaffenden und wie die Arbeiten der Künstler Maria Lai und Pinuccio Sciola, die Aktivität der Jazzmusiker Paolo Fresu usw., die sich mit den gleichen Themen, Genres und Stilen beschäftigen, und  oftmals Sardinien und seine Geschichte zum Gegenstand haben. Die Neue sardische Literatur bedient sich dabei neben Italienisch auch der sardischen Sprache und anderen sprachlichen Varietäten Sardiniens: Galluresisch, Katalanisch und Genuesisch. entsprechenden Werke hatten internationalen Erfolg und wurden in mehrere Sprachen übersetzt. 
Es existieren weitere Benennungen wie „Frühling“ oder „Neue Welle“. Nouvelle vague ist die häufigste Bezeichnung.

## Autoren
Die Neue sardische Literatur begann laut einer gemeinsamen Stellungnahme mit dem Trio Giulio Angioni, Sergio Atzeni und Salvatore Mannuzzu. Danach sind viele andere Autoren, wie Marcello Fois, Salvatore Niffoi, Alberto Capitta, Giorgio Todde, Michela Murgia, Flavio Soriga, Milena Agus, Francesco Abate, Nicola Lecca, darunter die Schriftsteller für Kinder Bianca Pitzorno, Bruno Tognolini und Alberto Melis, bekannt geworden.
Die neue sardische Literatur wird (auf europäischer Ebene) als das Ergebnis der Arbeit früherer Autoren wie Grazia Deledda (Nobelpreis für Literatur 1926), Emilio Lussu, Giuseppe Dessì, Gavino Ledda, Salvatore Satta, Maria Giacobbe und Giuseppe Fiori eingeschätzt.

## Rezeption des PhänomensNeue sardische Literatur
Das Phänomen wird, wenn auch nicht immer, positiv beurteilt. Sie gebe vielen der heutigen Autoren die Möglichkeit, sich in der globalen Welt mit einer post-kolonialen Haltung zu platzieren. Negativ gesehen werden Formen des Selbstexotismus, nämlich die Verwendung von ethnischen Stereotypen bezüglich Sardiniens, zur Erfüllung der echten oder vermeintlichen Erwartungen der Leser. So spielen die Romane von Salvatore Niffoi und Michela Murgia in einem archaischen und mythischen Sardinien, wo Magie und andere „vorzivilisatorische“ Verhältnisse herrschen.

## Sekundärliteratur
- S. Contarini, M. Marras und G. Pias (Hrsg.), L’identità sarda del XXI secolo. Tra globale, locale e postcoloniale, Atti del seminario internazionale L’identité sarde du XXIe siècle entre global, local et postcolonial, Paris, 9.12.2011, Journée organisée par le Centre de Recherches Italiennes, avec la participation de l’University of Leeds, Nuoro, il Maestrale, 2012.
- Giulio Angioni, Cartas de logu: scrittori sardi allo specchio, Cagliari, CUEC, 2007.
- M. Broccia, The Sardinian Literary Spring: An Overview. A New Perspective on Italian Literature, in Nordicum-Mediterraneum, Vol. 9, no. 1 (2014)
- Carlo Dionisotti, Geografia e storia della letteratura italiana, Turin, Einaudi, 1999.
- E. Hall, Greek tragedy and the politics of subjectivity in recent fiction, "Classical Receptions Journal", 1 (1), 23–42, Oxford University Press, 2009.
- H. Klüver, Gebrauchsanweisungen für Sardinien, München, Piper Verlag, 2012, 194–212.
- F. Manai, Cosa succede a Fraus? Sardegna e mondo nel racconto di Giulio Angioni, Cagliari, CUEC, 2006.
- M. Marras, Ecrivains insulaires et auto-représentation, "Europaea", VI, 1–2 (2000), 17–77.
- H. Moysich und E. Loibner (Hrsg.), Sardinien, Europa erlesen, Klagenfurt, Wieser Verlag, 2011
- A. Ottavi, Les romanciers italiens contemporains, Paris, Hachette, 1992, 142–145.
- L. Schröder, Sardinienbilder. Kontinuitäten und Innovationen in der sardischen Literatur und Publizistik der Nachkriegszeit, Bern, Peter Lang, 2000.
- George Steiner, One thousand years of solitude: on Salvatore Satta: George Steiner, At the New Yorker, New York, New Directions, 2009, ISBN 9780811217040
- G. Sulis, Sergio Atzeni, dalla resistenza anticoloniale alla condizione postcoloniale, in L’identité sarde du XXIe siècle entre global, local et postcolonial (S. Contarini et al. Hrsg.), Nuoro, il Maestrale, 2012.
- S. Tola, La letteratura in lingua sarda. Testi, autori, vicende, Cagliari, CUEC, 2006.
- B. Wagner, Sardinien, Insel im Dialog. Texte, Diskurse, Filme, Tübingen, Francke Verlag, 2008.